# Espiral del silenci
L'Espiral del silenci és una teoria de ciències polítiques i comunicació de masses proposada per la politòloga alemanya Elisabeth Noelle-Neumann (Berlín, Imperi alemany, 19 de desembre de 1916 – Allensbach, Alemanya, 25 de març de 2010) als anys 70 del segle xx.
La teoria de l'espiral del silenci estableix que totes les persones tenen por de l'aïllament, que resulta de la idea que un grup social o la societat en general té la capacitat d'aïllar o excloure els membres a causa de les seves opinions o conductes. En conseqüència, aquesta por de l'aïllament porta les persones a romandre en silenci en lloc d'expressar les seves opinions. Els mitjans de comunicació de masses són un factor important que es relaciona tant amb la idea dominant com en la percepció de la idea dominant de la gent.

## Definició

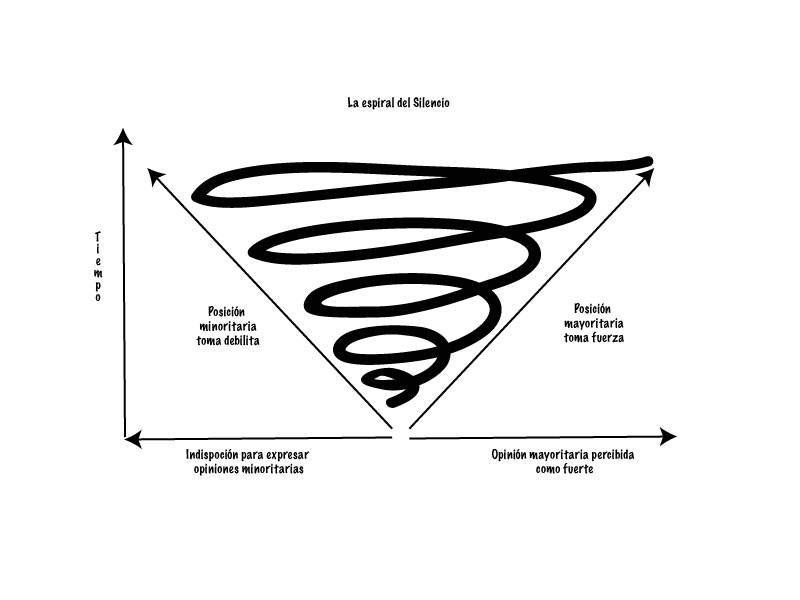
L'Espiral del Silenci

La teoria de l'Espiral del Silenci es basa en la por de l'aïllament que, segons Noelle-Neumann, és comuna en tots els individus i exerceix una pressió constant de forma inconscient. La por de l'aïllament és el motor que posa en marxa l'espiral del silenci i força els individus a preguntar-se quines opinions i conductes poden provocar aquest aïllament social i quines l'eviten. Per això, estableix un segon esglaó, la percepció del clima d'opinió. Per evitar l'aïllament social, és necessari que els individus sàpiguen quines opinions i conductes són susceptibles de produir-lo, i per això és necessari un estat constant de vigilància de l'entorn.
Segons l'autora de la teoria, tots els individus posseeixen una mena de sensor que els permet captar les fluctuacions del comportament acceptat i del comportament desviat d'una societat. Aquest sensor permet als individus esbrinar si formen part de la majoria o de la minoria respecte d'un tema determinat.
El tercer i últim esglaó de la teoria és allò que genera el fenomen de l'espiral del silenci, la voluntat d'expressar les opinions o conductes en públic.
La teoria es basa en quatre supòsits:
1. La societat amenaça amb l'aïllament l'individu que es desvia.
2. L'individu experimenta una por constant de l'aïllament.
3. Com a conseqüència d'aquesta por de l'aïllament, l'individu intenta captar contínuament els corrents d'opinió.
4. Els resultats d'aquest càlcul afecten el comportament en públic, especialment en el que es relaciona amb l'expressió oberta o l'ocultament de les opinions.

Per tant, com a conclusió lògica de la teoria, se'n deriva que una opinió minoritària tendeix a desaparèixer de l'esfera pública en detriment de l'opinió majoritària, per la por de l'aïllament social dels seus partidaris davant la pressió pública. Aquests tres postulats bàsics de la teoria funcionen a manera d'endoesquelet o columna vertebral de la teoria, i se centren en els mecanismes emocionals, cognitius i conductuals dels individus.

### L'opinió pública i els mitjans de comunicació
Per tal de justificar i desenvolupar la Teoria de l'espiral del silenci, Neumann proposa dos importants factors més: l'opinió pública i els mitjans de comunicació.
Per una banda, concep l'opinió pública com una força de control social que exerceix sobre els individus una pressió cap a la conformitat. Aquesta visió de l'opinió pública per part de l'autora, contrària a la concepció de l'opinió pública basada en l'ideal democràtic, es fonamenta en el discurs de diversos filòsofs moderns com Locke, Maquiavel o Hobbes, així com altres pensadors contemporanis que segueixen aquest corrent de pensament com Deleuze, Foucault o Guattari.
L'opinió pública es definiria, segons Neumann, com les "opinions i comportaments en àrees carregades de valors que cada individu pot expressar en públic preveient una bona acollida. En altres paraules, les opinions i modes de comportar-se que poden expressar-se i exhibir-se en públic sense arriscar-se a l'aïllament".
Per altra banda, els mitjans de comunicació, en la formulació original de la teoria, són ens poderosos que estructuren la realitat i causen efectes a llarg termini en la nostra forma de veure el món. Vehiculen les diferents narracions de la realitat i ofereixen un discurs al qual aferrar-se al voltant de temes sobre els quals els individus no poden informar-se de primera mà. D'aquesta manera, els mitjans de comunicació poden legitimar, i legitimen, certes conductes i opinions en detriment a d'altres, i generen climes d'opinió interioritzats pels individus. Aquests climes d'opinió permeten que els individus se situïn en la majoria o en la minoria, a la vegada que atorguen o dificulten un discurs per argumentar la seva posició, en cas de pertànyer a la majoria o a la minoria respectivament.

### Tipus de silenci
El procés de l'espiral del silenci culmina en el silenci. Hi ha dues classes de silenci:
1. El que indica que la controvèrsia ha acabat definitivament, que ja pertany al passat. A mesura que la societat continua el seu progrés, els valors que en altre temps foren d'una importància extraordinària es veuen desbordats per d'altres més moderns. Solament queda un nucli poc nombrós de persones irreductibles que mantenen vius els vells valors. La societat els aïlla i els rebutja.
2. El que indica que el debat de l'opinió pública encara no ha acabat i segueix sense resoldre's el conflicte entre els valors oposats. Continua existint sota la superfície. Però el grup vencedor en el procés de l'espiral del silenci imposa un tabú al perdedor. L'opinió guanyadora no pot discutir-se ni ser objecte de debat en públic. Una vegada que es declara tabú un valor, ningú pot expressar el seu desacord sense arriscar-se a quedar exclòs de la comunitat de persones íntegres i benpensants. L'oposició a un tabú d'aquest tipus, sigui a través d'una idea, un argument en contra o d'un valor que no pot expressar-se sense córrer el risc d'un aïllament social, indica que sorgeix de nou un conflicte entre valors socials.

## Context històric, social i cultural
L'any 1935, amb 19 anys, Elisabeth Noelle-Neumann s'uneix a la NSDtB, l'organització estudiantil alemanya nacionalsocialista i comença a col·laborar en el seu diari Die Bewewung (El Moviment) i altres revistes com Deutsche Zukunft (Futur Alemany). Segons Christopher Simpson, el grup estudiantil al qual pertanyia Neumann era "una organització explícitament nacionalsocialista i prohitleriana, dominada per activistes nazis".
Dos anys més tard, el 1937, el Ministeri de Propaganda, dirigit per Goebbels, li ofereix una beca per estudiar a la Universitat de Missouri les tècniques emergents estatunidenques de monitoratge i modelatge de l'opinió pública.
Després de la seva tornada a Alemanya, el 1939, Noelle-Neumann s'incorpora al diari Deutsche Allgemeine Zeitung (DAZ), on es dedica a escriure hard-news de denúncia contra la propaganda antinazi i a discutir sobre la millora de la propaganda política alemanya per fer-la més efectiva.
L'any 1940, Neumann finalitza la seva tesi, titulada Opinió i investigació sobre comunicació de masses en els Estats Units d'Amèrica. En el seu text, planteja un escenari en el qual, si bé la majoria de ciutadans americans mantenen una actitud positiva en relació amb Alemanya i una actitud hostil cap a la comunitat jueva, els mitjans de comunicació de masses i la propaganda antigermana creen un clima d'opinió asfixiant sota el qual els ciutadans no se senten còmodes d'expressar les seves simpaties i antipaties.
A partir de l'any 1940 i fins que la van acomiadar l'any 1942, Noelle-Neumann treballà en un nou diari del règim, fundat per Goebbels i anomenat Das Reich. Segons Noelle-Neumann, "va començar a ser perseguida" per Goebbels per escriure en un to menys antisemita del que la propaganda del règim exigia i va arribar a viure "en una situació extrema de risc personal amb l'amenaça de ser enviada a un camp de concentració sempre al cap".
Per tots aquells homes i dones que havien participat a manera de peça de l'engranatge de la maquinària nazi la pregunta obligada era la següent: com reinserir-se en la vida pública després d'haver col·laborat, de forma directa o indirecta, amb els crims nazis, una vegada desaparegut el Tercer Reich?
Pocs mesos després de finalitzar la guerra, Noelle-Neumann intenta treballar per la divisió de contraintel·ligència de l'exèrcit nord-americà com a investigadora social sobre qüestions d'opinió pública en la zona ocupada pels Estats Units. Després de ser rebutjada, fundà junt amb el seu marit l'Institut für Demoskopie Allensbach l'any 1947, un centre d'investigació privat el client principal del qual era el canceller Konrad Adenauer, el líder polític del partit principal en l'Alemanya Occidental de la postguerra. Els anys de treball com a investigadora en l'institut van cristal·litzar en la formulació original de la Teoria de l'Espiral del Silenci, una teoria que recolliria alguna de les preocupacions i assumpcions teòriques dels seus primers treballs com l'impacte dels mitjans de comunicació sobre la societat i el control social que pot arribar a exercir una majoria.
La teoria va sacsejar la comunitat acadèmica i avui dia el seu pes en la investigació social teòrica i aplicada és indubtable.

## Crítiques
La teoria de Noelle-Neumann ha despertat crítiques i debats en la comunitat acadèmica. En termes generals, se'n critica la concepció pessimista de la societat, ja que assumeix que tots els individus es mouen per por a l'aïllament. Els crítics d'aquesta teoria reclamen que els individus estan influïts per diversos aspectes, no només per l'opinió general i per la por a la isolació, a l'hora de mostrar la seva opinió o no.
La investigació indica que les persones se senten isolades en els seus petits cercles socials més que no pas en el conjunt de la població. En una nació gran, hom sempre pot trobar un grup de persones que comparteixin les seves opinions, mentre que es tendeix a témer l'aïllament per part de la família i els amics, en teoria. La recerca ha demostrat que aquesta por a l'aïllament és més forta que la por a l'aïllament del públic general.
Els acadèmics també han argumentat que tant les característiques personals com la diversitat cultural dels individus en diferents grups tenen una influència en la capacitat o no d'una persona d'expressar la seva opinió. Si una persona «té un bon concepte de si mateixa i no té sentit de la vergonya, aquesta persona parlarà clar sense importar com percebi el clima de l'opinió pública». De la mateixa manera, la cultura és un factor influent, ja que l'expressió pública de les pròpies idees està prohibida en algunes cultures. Algunes cultures son més individualistes, i donen més suport a les opinions individuals, mentre que les cultures col·lectivistes prioritzen l'opinió i les necessitats generals del grup. El gènere també pot ser considerat com a factor cultural, ja que en moltes cultures es força a col·lectius com ara les dones a no opinar. Scheufele i Moy argumenten que cal utilitzar mètodes de resolució de conflictes i indicadors culturals per analitzar i entendre aquestes diferències.
Una altra crítica a la investigació de l'espiral del silenci és que la recerca no contempla el moviment de l'espiral en el temps. Els crítics proposen que l'èmfasi de Noelle-Neumann en el temps en el moment de la creació de l'espiral s'hauria de veure reflectida en la metodologia, i que s'hauria de reconèixer la naturalesa dinàmica del model de l'espiral. Argumenten que la teoria de l'espiral del silenci implica l'existència d'un «factor temps», considerant que els canvis en l'opinió pública condueixen finalment a un canvi en la valoració de l'opinió pública per part de les persones. Segons Spichal, la teoria de l'espiral del silenci ignora aspectes importants com ara el desenvolupament històric de l'opinió pública, l'extensió del sufragi o el poder dels grups de pressió i dels partits polítics.
De la teoria també se n'ha criticat que doni a entendre que l'opinió pública ve generada de les capes altes de la societat. Alguns acadèmics hi han aportat una visió més contemporània apuntant que, avui dia, no és tant la majoria estadística real que genera pressió per a la conformitat, sinó que és el clima d'opinió transmès en gran manera pels mitjans de comunicació. Sota la gran influència de la cobertura mediàtica, el clima d'opinió «no és invariablement un reflex precís de la distribució d'opinions en l'àmbit polític».
Finalment, se li recrimina el fet que subestimi els irreductibles, aquells que saben que tenen l'opinió minoritària, però que no tenen cap por de quedar aïllats i que lluiten per tal de no ser silenciats. En els seus últims escrits, però, Noelle-Neumann considera els irreductibles com un motor de canvi polític, ja que són els únics que poden intentar un canvi de majories, la qual cosa generaria, alhora, un nou grup d'irreductibles.